# Mairhofen (Adelsgeschlecht)

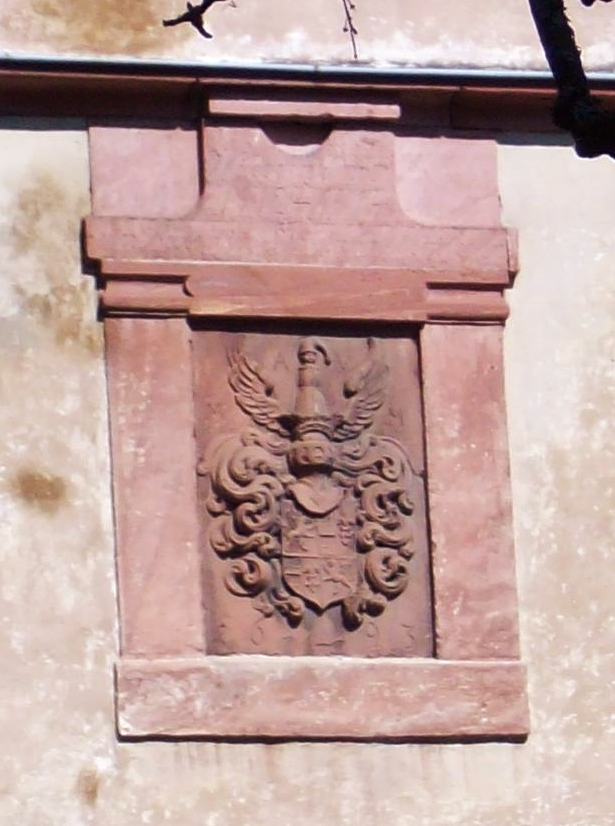
Wappen der Familie von Mairhofen am Wasserschloss Oberaulenbach

Die Familie von Mairhofen war ein fränkisches Adelsgeschlecht.
Der Aufstieg der Familie, die aus Schlesien stammte, begann als Juristenfamilie. Durch Übernahme von Ämtern beim Deutschen Orden in Mergentheim kam die Familie in den mainfränkischen Raum. Der Familienüberlieferung nach stammt die Familie, deren Name in unterschiedlichen Schreibweisen im Alpenraum mehrfach als Ortsname vorkommt, allerdings aus Tirol. In Schlesien soll lediglich ein Ahnherr für den Deutschen Orden tätig gewesen sein, doch habe die Familie dort keinen Grundbesitz erworben. Eine geschickte Ehe- und Erwerbspolitik legte die Grundlage für die Aufnahme in den Reichsritterstand. Seit 1631 werden die Mairhofen Reichsritter genannt und 1696 werden sie von Kaiser Leopold I. zu Reichsfreiherren erhoben.
Am 18. September 1693 kauft Augustin Maximilian von Mairhofen von der Familie Kottwitz von Aulenbach für 30.000 Gulden deren Schlösser in Klingenberg und Oberaulenbach, sowie den zugehörigen Grundbesitz in Hobbach und Sommerau. Neben den Staatsämtern für verschiedene Herren bildet dieser Besitz nun als Fideikommiss die wirtschaftliche Grundlage der Familie Mairhofen. Die beiden Schlösser sind bis heute im Besitz von Nachkommen der Familie.

## Wappen

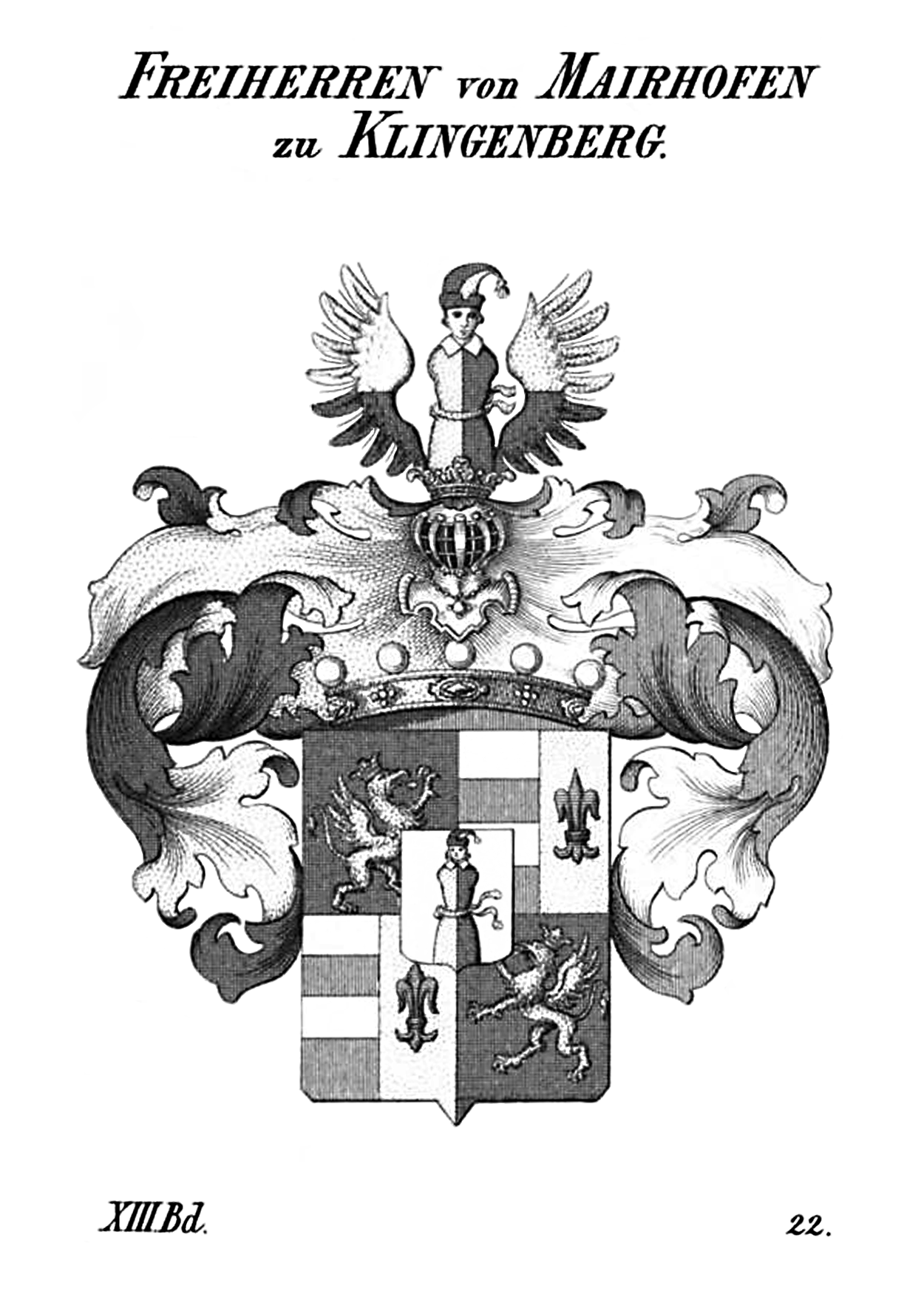
Wappen der Mairhofen als Freiherren

Das gevierte Wappen der Mairhofen zeigt im ersten und vierten Feld einen goldenen Greif auf schwarzem Grund. Die Felder zwei und vier sind gespalten. Vorne sind sie dreimal von Silber und Rot geteilt, hinten zeigen sie eine blaue Lilie auf goldenem Grund. Die Helmzier ist zwischen einem offenen, rechts silbern und rot, links golden und schwarz geteilten Flug ein wachsender Männerrumpf ohne Arme, die Gewandung von Gold und Schwarz gespalten, die Mütze von Schwarz und Gold gespalten. Die Helmdecken sind rechts schwarz und golden, links rot und silbern.
Das Freiherren-Wappen hat zusätzlich ein Herzschild in Silber mit dem wachsenden Männerrumpf wie bei der Helmzier, die Enden der Schärpe sind aber deutlich sichtbar.

## Persönlichkeiten
- Augustin Maximilian von Mairhofen (gestorben 1705), „kaiserlich und churfürstlich Mainzischer Geheimer Rat“, Hoch- und Deutschmeisterlich Geheimer Rat und Kanzler zu Mergentheim, sowie mainzischer Staatsminister und Oberamtmann zu Klingenberg
- Franz Wilhelm von Mairhofen (gestorben 1736), Sohn von Augustin Maximilian, Mainzer Hofrat und mainzischer Amtmann zu Klingenberg
- Franz Lothar von Mairhofen (1711–1794), Sohn von Franz Wilhelm, mainzischer Amtmann zu Klingenberg
- Franz Ludwig Christoph Ignatius von Mairhofen (1721–1788), zweiter Sohn von Franz Wilhelm, Hof- und Regierungsrat und Fuldaischer Vizekanzler
- Friedrich Josef Valentin von Mairhofen  (1774–1822), Sohn von Franz Lothar, kurhessischer Kammerherr, letzter Fideikommissnachfolger und Reichsfreiherr vor der Mediatisierung, 1816 immatrikuliert in der Freiherrnklasse des Adels des Königreichs Bayern[4][5]